# Gerhard Reinicke
Gerhard Reinicke (* 14. September 1929) war Fußballspieler in Dresden. Zwischen 1951 und 1958 spielte er in der DDR-Oberliga, der höchsten Liga im DDR-Fußball.

## Sportliche Laufbahn
Vor dem Zweiten Weltkrieg spielte Gerhard Reinicke in der Jugendmannschaft der Sportfreunde 01 Dresden. Nach dem Kriegsende war er an der Wiederbelebung des Sportfreuende-Vereins beteiligt, der sich nun SG Pieschen nennen musste. Nach einer Zwischenstation bei der Betriebssportgemeinschaft (BSG) Tabak Dresden wechselte Reinicke zur Saison 1951/52 zur BSG Rotation Dresden in die DDR-Oberliga. Er spielte zunächst in der Reservemannschaft und kam erst in der Rückrunde zu vier Oberligaspielen, als die Stammstürmer Horst Heinsmann und Heinz Nicklich ausfielen. Sein erstes Oberligator schoss Reinicke am 32. Spieltag, als er im Auswärtsspiel gegen Motor Wismar den 1:0-Siegtreffer erzielte. 
Insgesamt reichte es für Reinicke nicht, um sich für eine Fortsetzung seines Engagements bei Rotation Dresden zu empfehlen. Er kehrte wieder zu Tabak Dresden zurück, wo er bis 1955 in der drittklassigen Bezirksliga spielte.
Zur Saison 1956 (Kalenderjahr-Spielzeit) ergab sich für Gerhard Reinicke eine neue Chance, wieder in der Oberliga zu spielen. Der SC Einheit Dresden, Nachfolger der BSG Rotation, benötigte Ersatz für den ausgeschiedenen Verteidiger Kurt Hoegg und plante, diesen durch Reinicke zu ersetzen. Er wurde auch zunächst vom 3. bis zum 7. Spieltag auf Hoeggs Position auf der rechten Abwehrseite eingesetzt. Danach begann Trainer Hans Siegert mit Reinicke zu experimentieren und setzte ihn auf den verschiedensten Positionen ein. In diesen 17 Spielen war Reinicke siebenmal nur Einwechselspieler. Am 24. Spieltag kam er zum zweiten und letzten Oberligator bei der 2:4-Heimniederlage gegen den SC Motor Karl-Marx-Stadt. Auch 1957 hatte Reinicke keine feste Position, kam aber in den 26 Oberligaspielen 16-mal zum Einsatz. Zum letzten Mal spielte Reinicke 1958 in der Oberliga, wurde aber nur noch in zwei Spielen der Hinrunde aufgeboten und war auch nicht beim Pokalgewinn des SC Einheit dabei.
Gerhard Reinicke setzte 1959 seine Fußball-Laufbahn wieder bei Tabak Dresden in der Bezirksliga (zeitweise viertklassig) fort.